# ترکی اول بن عبدالعزیز آل سعود
ترکی اول بن عبد العزیز آل سعود (عربی: ترکی الأول بن عبد العزیز آل سعود؛ ۱۹۰۰ – ۱۹۱۹) اهل عربستان سعودی و پسر ارشد ملک عبدالعزیز بود. او با زنی به نام نویر ازدواج کرد و در ۱۹۱۸ میلادی، پسرش فیصل متولد شد. ترکی اول در ۱۹۱۹ بر اثر آنفلونزای همه‌گیر ۱۹۱۸–۱۹۲۰ درگذشت.